# Ten Berge's Confectie Industrie
Ten Berge's Confectie Industrie was een Nederlandse onderneming die van 1936 tot 1966 activiteiten ontplooide in de confectie-industrie. Aanvankelijk was de bedrijfsvorm die van een naamloze vennootschap, van 1942 tot 1948 was het een commanditaire vennootschap, daarna weer een naamloze vennootschap. De dochterondernemingen waren TEBECON N.V. (van 1939 tot en met 1968), en  Girl Coat (van 1941 tot eind jaren 60).

## Eigenaar
Ten Berge's Confectie Industrie werd opgericht door Jan Frans Maria ten Berge (Enschede, 1903 – 1990). Hij volgde in Utrecht (stad) een opleiding aan de HBS/handelsschool en ging toen werken bij de Gebr. Vinke in Utrecht. In 1931 werkte hij kortstondig bij Bervoets in Rotterdam, vanaf 1932 bij V&D in 's-Hertogenbosch. In 1936 richtte hij zijn eigen zaak op in Haarlem.

## Geschiedenis

### Haarlem: Spaarne 77 (1936-1938)
Ten Berge’s Confectie Industrie N.V. startte 1 februari 1936 in Haarlem op Spaarne 77. De aandeelhouders en commissarissen waren Jan ten Berge, zijn vader J.F.J. ten Berge, zijn zwager notaris L.W.A. Duynstee uit Den Haag, en Mr L.E.A. Minderop van de Nederlandse Kredietbank. Ieder had een aandeel van 10.000 gulden. De accountant was de heer Houtzager uit Den Haag. Op enig moment, vermoedelijk in 1941/1942, heeft Jan ten Berge de aandelen van zijn vader teruggekocht omdat die laatste aarzeling had met bepaalde investeringen. De fabriek op Spaarne 77 functioneert drie jaar. 
In het najaar 1938 wordt een groter pand op de Kleine Houtweg 16 betrokken.
Bij Ten Berge's Confectie Industrie werkten onder meer naaisters, mantelnaaisters, handwerksters, strijksters, persers, bontstoffeersters, thuiswerk(st)ers, machinestiksters, machinepersters, handpersters en knoopsters.

### Haarlem: Kleine Houtweg 16 (1939-1944)

##### De fabriek
In 1939 opent de onderneming een confectiefabriek aan de Kleine Houtweg 16 te Haarlem. Dit gebouw uit 1928 was oorspronkelijk gebouwd als veilingzaal van de Coöperatieve Haarlemsche Groenten- en Bloembollenveiling..
In de fabriek stond een machine die de mantels van beneden naar boven transporteerde; die werd de Karimata genoemd naar een tinbaggermolen die in 1938 veel aandacht had in de pers

##### Het personeelsblad
Het personeelsblad 'TB Flitsen' verscheen maandelijks. In het fraaie ontwerp  van voor- en achterzijde heeft Ans van Zeyst textielsymbolen verwerkt, een "wapen" –met Mercurius, de god van de handel, en daaronder een klosje garen, een spoel, en drie kruissteken– en een gestileerde afbeelding van het fabrieksgebouw met het stookhuis.
Het personeel richtte de toneelclub 'De Plankenridders' op. In 1940 vond de eerste opvoering plaats met de non-stop-revue Voltreffers, onder de regie van Jan Icas van Dijk die ook toneelstukken regisseerde voor de Albertingk Thijm Rederijkerskamer .
Grafisch ontwerpster Ans van Zeijst ontwierp de nieuwjaarskaart voor 1941 die werd verstuurd door Ten Berge's Confectie Industrie N.V. te Haarlem en haar inmiddels opgerichte dochterondernemingen TEBECON in Beverwijk en Girl Coat in Amsterdam. Op die kaart staat wederom het bovengenoemde wapen – elementen die in 1941 ook terugkomen in de glas-in-loodramen van Frans Balendong die het personeel liet maken ter gelegenheid van het eerste lustrum . 

In 1941 kreeg Ten Berge's Confectie Industrie te maken met een instantie die een contract voor het afnemen van 21.000 veldjassen niet nakwam.

In 1944 vonden in het Sportfondsenbad van Haarlem zwemwedstrijden van het personeel plaats met schoolslag, wortelhappen, estafette, schoonspringen, waterpolo, en een komisch nummer.

### Van N.V. naar C.V. (1941–1942)
Eind 1941 ging Ten Berge's Confectie Industrie N.V. in liquidatie. In maart 1942 verschijnt het bericht dat het ‘plan van verdeeling’ ter kennisname is neergelegd bij het Handelsregister in Haarlem en ten kantore van de fabriek.
In 1942 werd, waarschijnlijk op instigatie van de Duitse bezetter, 'De organisatie van de Nederlandsche Industrie', april 1942 beschreven. Daarin werd een Vakgroep Damesbovenkleeding onderscheiden met drie ondervakgroepen: Dames- en Kindermantels en Mantelcostuums; Japonnen, Damesblouses, Rokken; Loonconfectie Damesbovenkleeding. Daarbij wordt Jan ten Berge genoemd als "lid CV. Ten Berge's Confectie Industrie, Haarlem." De rechtsvorm van Ten Berge's Confectie Industrie was na de liquidatie klaarblijkelijk gewijzigd van naamloze vennootschap (N.V.) in commanditaire vennootschap (C.V.), ofwel een vennootschap onder firma met stille vennoten. 
Vanuit de C.V. was Jan ten Berge zowel lid van de Raad van Bijstand van het Dagelijks Bestuur van de vakgroep Damesbovenkleeding, als lid van de Raad van Bijstand van het Dagelijks Bestuur van de ondervakgroep Dames- en Kindermantels en Mantelcostuums. Enkele andere bekende namen in dat register zijn Deiters, Herkenhoff-Konersmann en L. Vorstman als de secretaris van de genoemde besturen.
Misschien heeft de liquidatie en de wijziging van N.V. naar C.V. te maken met een terughoudendheid van Jan ten Berge's vader om deel te nemen aan nieuwe investeringen en wilde hij daarom zijn naam niet meer aan het bedrijf verbinden. In dat geval zou de wijziging van N.V. naar C.V. daar een uitweg voor bieden. Jan ten Berge heeft op enig moment de aandelen van zijn vader teruggekocht zodat zijn vader geen invloed meer kon uitoefenen op de koers van het bedrijf. Dit gebeurde vóór het  overlijden van zijn vader in 1944.
De naamgeving van Ten Berge's Confectie Industrie werd in advertenties veranderd: vanaf 1936 adverteerde het bedrijf als Ten Berge's Confectie Industrie N.V. Na het besluit tot liquidatie van de N.V. werd geadverteerd met de naam Ten Berge's Confectie Industrie – zonder de toevoeging N.V.. 
In maart 1948 bericht de Staatscourant weer over een oprichting van Ten Berge's Confectie Industrie N.V. Er is dus een nieuwe N.V. opgericht, en vanaf dat moment staat in advertenties weer de naam Ten Berge's Confectie Industrie N.V.

### Apeldoorn: Spoorstraat 29 (1942-1945)
In het najaar 1942 werd een deel van de productie overgeplaatst naar Apeldoorn, Spoorstraat 29. 
Meer dan 60% van de productie in Nederland ging van zomer '40 tot zomer '44 naar de Duitsers toe, voor de burgerij was van '43 af nauwelijks meer textiel beschikbaar, aldus historicus Loe de Jong over de textiel- en confectie-industrie in Het Koninkrijk der Nederlanden in de Tweede Wereldoorlog. 
De fabriek in Apeldoorn heeft gefunctioneerd tot in 1945.
Jan ten Berge hield in deze jaren de hoop erin: 
ieder mens wordt naakt geboren, daarom gaat geen confectieman ooit verloren.

### Amsterdam: Herengracht 48 en 60 (1940-1941)
In januari 1940 heeft Ten Berge's Confectie Industrie een showroom op de Herengracht 48 te Amsterdam. Deze blijft in gebruik tot in elk geval najaar 1941.
Herengracht 60 is in 1940 het adres van Ten Berge waar sollicitanten voor Girl Coat zich kunnen aanmelden. 

### Huissen: Loostraat 40 (1949-?)
Op 1 september 1949 werd in Huissen een nieuwe fabriek geopend, met een mis en zegening van kruisbeelden en gebouwen, in aanwezigheid van gemeentelijke bobo’s en van de prior en een dominicaan uit het naburige klooster.
In de fabriek werden japonnen gemaakt, in het bijzonder positie-japonnen. Een koopster ontving tevens een boekje met nuttige wenken voor de aanstaande moeder en met illustraties van Herman Moerkerk († 23 augustus 1949) - een vriend van Jan ten Berge.
Als blijk van waardering voor medewerking van de gemeente schonk Jan ten Berge een gevelsteen uit 1678 voor de ambtswoning van de burgemeester (bouwjaar 1948), met het opschrift 'Wellekom Vrede'. Deze gevelsteen is vandaag de dag nog te zien: ingemetseld aan de buitenkant van de woning van de toenmalige burgemeester Terwindt, Loostraat 55.
Het adres was de (toenmalige) Loostraat 40, een voormalig wederopbouwkamp voor arbeiders die hier kort na de oorlog werkten in de woningbouw. De fabriek was bedoeld als loonconfectionair voor Ten Berge's Confectie Industrie in Haarlem. De leiding was in handen van Susan Fontijn. De fabriek maakte gebruik van enkele gerenoveerde barakken en van twee nieuw gebouwde ateliers. Een en ander was tijdelijk bedoeld, er zou binnen twee jaar een nieuwe fabriek moeten komen. Het plan was om aan de Polseweg een nieuwe fabriek te bouwen.
De oorlog in Korea zal een einde gemaakt hebben aan de verdere uitbouw van de fabriek. De bedrijfsleidster Fontijn was in 1950 uit Amsterdam naar Huissen verhuisd maar in januari 1951 woonde zij alweer in een dienstwoning in Zandvoort en werkte zij in de showroom op de Herengracht. 
Door het glas van de ingang is het logo zichtbaar van Ten Berge’s Confectie Industrie, bestaande uit een rechtopstaande ellips met een kroontje waarin de paraaf ‘tb' .

### Reuver (1950-1953)
De uitbreiding van Ten Berge in Reuver heette Ten Berge’s Kleding Industrie Reuver n.v. en startte op 16 februari 1950 in het zogenoemde Pius X-gebouw. In deze fabriek werden regenmantels geproduceerd. Het begon met 25 ongeschoolde meisjes en groeide een jaar later uit tot 90 personen. Tegelijkertijd werd begonnen aan de bouw van een nieuwe fabriek. De nieuwe fabriek was bedoeld voor 125 werknemers, en werd ingezegend en geopend op 12 mei 1951. 
De bedrijfsleider was de heer J.A. Schulten.
Er werd gestart met ongeschoold personeel dat in de fabriek werd opgeleid.
Er werden veel personeelsactiviteiten ondernomen, waaronder retraites. 
Er waren twee kantines, voor mannen en vrouwen gescheiden.
Internet vermeldt enkele dossiers van de gemeente Beesel: 
- aanvraag van een hinderwetvergunning,
- de vestiging van Ten Berge in Beesel
- en een kredietaanvraag, gericht aan het agentschap Limburg van de z.g. Herstelbank.

Aannemelijk is  de verdere uitbouw van de fabriek stagneerde door de oorlog in Korea.
In 1953 verschijnt in het voorjaar een bericht dat de fabriek is stilgelegd en verkocht aan Janssen Neumann.

### Kleine Houtweg (1945-1952)
In augustus 1945 adverteren zeven Haarlemse confectie-ateliers gezamenlijk om personeel te werven. Met teksten als: Helpt Nederland aan kleeding,  Meisje waar wil je werken?, Duizenden meters stof wachten. Een van die bedrijven was Gerzon-Serphos, toen gevestigd op Spaarne 77.
In 1948 wordt de rechtsvorm weer gewijzigd in een naamloze vennootschap.
In 1949 hebben de vakbonden N.V.V., K.A.B. en C.N.V. een reglement opgesteld voor de textiel- en confectie-industrie hoe een goede arbeider zich dient te gedragen. De communistische vakbond ATEK roept op dit "worgreglement" niet te tekenen. De arbeiders van Ten Berge in Haarlem weigerden dit reglement te ondertekenen.
In november van dat jaar wordt Ten Berge's Confectie Industrie in De Waarheid opnieuw op de korrel genomen. “Van twee dingen zijn we zeker: bij Ten Berge is een lopende band en een ideeënbus. De eerste om tempo te maken, de tweede om dat tempo op te voeren.” Ook vermeldt De Waarheid dat, toen er iemand werd aangewezen om toe te zien dat de meisjes niet vaker dan twee keer het toilet bezochten en per keer niet langer dan vijf minuten, in de ideeënbus de suggestie kwam onder alle stoelen potjes aan te brengen.
De Waarheid van 31 januari 1950 bericht over een actie van het personeel omdat men wegens stankoverlast van vloerwerkzaamheden niet in de betreffende ruimten wilden werken. De directie beloofde dat er voortaan ’s nachts aan de vloeren gewerkt zou worden.
In de zomer van 1952 wordt bekend dat Ten Berge's Confectie Industrie in Haarlem gaat sluiten. Er vindt een discussie plaats in Nieuwe Haarlemsche Courant over het vertrek van het bedrijf en over de ontslagen. Een werkneemster vecht op 24 oktober 1952 haar ontslag aan voor het kantongerecht Haarlem. De sluiting dient wellicht mede in verband te worden gebracht met de Koreaanse Oorlog die plaats had van 25 juni 1950 tot 27 juli 1953. De financiële gevolgen voor Ten Berge's Confectie Industrie waren groot en waren in elk geval aanleiding tot verkoop van het zomerhuis van de familie op De Kaag.
2 augustus 1952 verschijnt een advertentie in diverse kranten met de aankondiging van een veiling van de machines van Ten Berge's Confectie Industrie wegens overbrenging van de productie naar Reuver. De veiling vindt plaats in de Grote zaal van de Haarlemse Kegelbond in de Tempelierstraat 85. Op 13 augustus 1952 worden de machines van de fabriek op de Kleine Houtweg op de veiling verkocht. Het is het einde van een 16-jarige aanwezigheid in Haarlem.

### Amsterdam: Herengracht 60 (1952-1965)
In september 1952 blijkt uit een advertentie voor een pasdame (mannequin) dat de Herengracht 60 opnieuw als showroom in gebruik is. 
Na het opheffen van de fabriek in Haarlem (1952) werd op de Herengracht ruimte bijgehuurd: boven de showroom kwam een kantoor, en op begane grond werden twee ruimtes bijgehuurd: aan de grachtzijde een privé-kantoor voor Jan ten Berge; daarnaast een werkruimte waar loonconfectionairs hun spullen konden brengen, en een expeditie om bestellingen verzendklaar te maken.
De showroom werd opgesierd met het reliëf van John Rädecker dat voorheen in de fabriek in Huissen stond en dat in de familie is gebleven.
De showroom blijft op dit adres gehandhaafd tot de opheffing van Ten Berge's Confectie Industrie in 1965, en wordt dan overgenomen door CC Models van zoon Jan ten Berge en Cor van Stein.

### Modellenateliers, vanaf 1953
Na het opdoeken van Haarlem in 1952 en Reuver in 1953 verlegde Ten Berge's Confectie Industrie de koers. De productie van mantels en japonnen werd uitbesteed aan loonconfectionairs, het bedrijf zelf richtte zich op het ontwerpen van modellen. De showroom op de Herengracht 60 wordt uitgebreid met andere ruimten, en gaat min of meer als hoofdkantoor functioneren.
Er werden in Amsterdam uiteindelijk drie modellenateliers opgericht:
- Jan van Galenstraat 66 – vanaf januari 1953
- Reguliersdwarsstraat 106-114 – vanaf augustus 1956. Dit atelier heette ‘Sublime’.
- Oudezijds Voorburgwal 198–200 – vanaf augustus 1958

De advertenties werden gericht op het vinden van loonconfectionairs. Verder regent het in 1953 van de personeelsadvertenties voor de Jan van Galenstraat.
In 1955 wordt Ten Berge in een verslag over de Fashion Week genoemd met een goede collectie mantels en ensembles onder de honderd gulden. In een andere krant: "Ten Berge verwerkte wollen glacé stof, die zeer licht in de hand voelt en warm en wollig is." Opnieuw in 1956 over Ten Berge in een bericht over Fashion Week: "vrolijke viltmantels, goed van snit, rechtvallend met een rij knopen gesloten en platte zakken in frisse kleuren."

### 1957, een kanteljaar
Een artikel in de Volkskrant over de Amsterdam Fashion Week van 1958 werd geïllustreerd met een afbeelding van een wintermantel van Ten Berge’s Confectie Industrie volgens de ‘Paletot-lijn’ . De Amsterdam Fashion Week richtte zich op de buitenlandse detailhandel. De landelijke trend laat een toenemende invloed van modebewustzijn zien op het confectiebedrijf. Eind 1957 werden in Nederland ateliers gesloten, werkweken ingekort en voorraden hoopten op. Het laatste kwartaal liet landelijk omzetdalingen zien van 10 tot 30 procent. Niettemin bleek de jaaromzet van de gehele Nederlandse confectie-industrie in 1957 ongeveer dezelfde als 1956, namelijk ruim 1 miljard gulden, met 1200 bedrijven en 67000 werknemers. De eerste negen maanden werd er dus nog goed verdiend, in het najaar begonnen klappen te vallen. Ook was de kleding-export in 1957 een derde meer dan het jaar daarvoor. Maar er ontstonden moeilijkheden in de export vanwege een toenemend modebewustzijn, in het bijzonder ten aanzien dameskleding.

### Zwanenburg: Olmenlaan 3 (1960-1965)
Medio 1960 verschijnen er personeelsadvertenties voor de nieuwe fabriek in Zwanenburg, die start op 1 augustus. De fabriek was gebouwd op de Olmenlaan 3. Op internet zijn verwijzingen te vinden naar verkoopdossiers uit 1960 en 1961 van de grond van de gemeente aan Ten Berge's Confectie Industrie.

### Sassenheim: Vaartkade 1-3 (1962-1966)
In 1962 was er inmiddels ook een vestiging geopend in Sassenheim, Vaartkade 1-3. Deze vestiging wordt in 1966 nog gebruikt door C.C. Models.

### Het einde
Ten Berge's Confectie Industrie  N.V. maakte op 5 november 1965 aan haar relaties bekend dat het bedrijf wordt voortgezet door Jan ten Berge jr en Cornelis Johannes (Cor) van Stein  onder de naam Confectie Industrie CC Models N.V. De showroom op de Herengracht 60 bleef nog een tijd in gebruik. CC Models vestigde zich later in het Confectiecentrum op de 12e etage. Op de 10e etage aldaar was Elvi Couture van Joep Grapperhaus, een zoon van de Grapperhaus van dochteronderneming TEBECON. Elvi Couture nam CC Models over, Jan ten Berge jr. verliet de zaak en Cor van Stein († 1999) bleef in dienst tot zijn pensioen.

## Dochterondernemingen

### TEBECON (1939-1955)
De oprichting van dochteronderneming Confectiefabriek TEBECON N.V. werd vermeld in de staatscourant van 1 november 1939. De officiële vestigingsplaats was Haarlem, maar de fabriek startte in Beverwijk, Baanstraat 32, in het voormalig feestgebouw Odeon. In 1940 werd het bedrijf uitgebreid met een aangrenzende vergaderzaal en winkel. In september 1940 werd door drie vakbonden - de rooms-katholieke, de christelijke en de Nederlandse bond van Kleermakers en Naaisters - een plaatselijke vakorganisatie opgericht voor de werknemers.
In november 1941 werd de 25-jarige Emiel Ferdinand (Miel) Käller († 1987) uit Santpoort benoemd tot directeur van TEBECON. Na 1955 werd het bedrijf overgenomen door Grapperhaus, na diens pensionering bij C&A. Grapperhaus was een voormalige collega van Jan ten Berge bij V&D in Den Bosch. TEBECON verhuisde naar Amsterdam, Keizersgracht 742, en presenteerde zich in 1959 als confectie-verkoopkantoor. TEBECON werd per 1 januari 1968 ontbonden.

### Girl Coat (1941-1965)
Dochteronderneming Girl Coat bestond al in 1941 maar de oprichting zal later zijn geweest zijn dan die van Ten Berge's Confectie Industrie N.V. De officiële naam luidde N.V. Atelier voor dames- en  Meisjesconfectie “GeCe”. Er waren twee vestigingsplaatsen: de Duifjessteeg in Amsterdam, en de Kleine Houtweg in Haarlem. Bedrijfsleider was Karl Hermann Richard (Karl) Kriltz († 12 december 1949) uit Amsterdam. Girl Coat maakte "betere" jasjes voor meisjes. Girl Coat werkte op de Duifjessteeg 6, hoek Kalverstraat. In 1942 opende Girl Coat voor vermoedelijk enkele maanden tot hooguit een jaar een tweede atelier op Prinsengracht 846.
Op 3 september 1945 verschijnt een artikel in De Waarheid over collaboratie in de confectie-industrie, onder de kop “Schoon schip” in de confectieindustrie, en de subkop Waar hard voor de Moffen werd gewerkt. Genoemd worden Berghaus, Konersmann, GECE (ten Berge), Jansen en Neumann en Wego-Band. Het gaat om het maken van Duitse legeruniformen en om het goedkoop aankopen van machines uit geconfisqueerde Joodse bedrijven. De Waarheid merkt verder op dat er geen zuiveringsacties geweest zijn in de confectiebedrijven.
8 februari 1946 verschijnt een bericht van Het Nederlandsch Beheersinstituut (NBI). Dat instituut was in augustus 1945 opgericht als onderdeel van de Raad voor het Rechtsherstel onder de Afdeling Beheer. Het was belast met het opsporen, beheren en eventueel liquideren van landverraderlijke vermogens, vijandelijke vermogens en de vermogens van tijdens de oorlog verdwenen personen, veelal gedeporteerde of ondergedoken Joden. De beheerster vraagt iedereen die bescheiden onder zich heeft van Girl Coat of van Kriltz, dan wel vorderingen heeft op een van hen, dan wel informatie over een van hen, aangifte te doen. Niet voldoen aan deze verplichting is strafbaar.
In 1959 zoekt Girl Coat een secretaresse: sollicitaties te zenden aan de Herengracht 60 waar het hoofdkantoor van Ten Berge's Confectie Industrie inmiddels gevestigd is.
 Over de verdere geschiedenis van Girl Coat is niets bekend, maar in 1978 had Jan ten Berge nog aandelen van Girl Coat in zijn bezit, ter waarde van ƒ6000,--.

## Lustrumvieringen en jubileum
Het eerste lustrum in 1941 werd gevierd door drie bedrijven: TEBECON, Girl Coat en Ten Berge's Confectie Industrie N.V. hoewel TEBECON en Girl Coat pas in 1939/40 begonnen waren. Het lustrum werd gevierd op zaterdag 8 februari 1941 in het Concertgebouw van Haarlem aan de Lange Begijnestraat 11. De Plankenridders voerden samen met de T.B. Girls een revue op onder de titel 'T.B. Klanken'. De regie was in handen van Jan Icas van Dijk. Herman Moerkerk had de kostuums voor het ballet ontworpen. Bij dat lustrumcabaret waren 1300 toeschouwers aanwezig.
Moerkerk was een kunstschilder, illustrator, tekenaar en boekbandontwerper. Hij was in 1879 geboren in Den Bosch in een familie van textielhandelaren. Zijn vader had een winkel. In 1928 verhuisde Moerkerk naar Haarlem en ging werken voor uitgeverij Spaarnestad, in het bijzonder de Katholieke Illustratie. Hij regisseerde, evenals Jan Icas van Dijk, toneelstukken voor De Rederijkerskamer J.A. Albertingk Thym. Moerkerk was bevriend met Jan ten Berge. Hij overleed in 1949.
de cover was ontworpen door Herman Moerkerk Het aantal werknemers was in die vijf jaar gegroeid van 34 naar ruim 300 werknemers. De pers gaf in de recensies aandacht aan de goede verhoudingen tussen directeur en werknemers en aan de betrokkenheid van de werknemers bij het bedrijf.
Het personeel schonk de directeur vier glas-in-loodramen van Frans Balendong waarvan er twee gemonteerd werden in zijn woning. De commissarissen schonken een schilderij van Cornelis Luijten.
Het tweede lustrum werd gevierd op dinsdagavond 29 januari 1946 in het Concertgebouw van Haarlem. Met medewerking van De Rederijkerskamer J.A. Albertingk Thym werd de revue 'Wij zijn optimisten' opgevoerd. Jan ten Berge opende de avond met een woord van dank aan de knokploeg die in de oorlogsdagen machines en stoffen in veiligheid wist te brengen.
Het 12½-jarig bestaan werd met een revue gevierd op 28 november 1948.